# Rennweg am Katschberg
Rennweg am Katschberg är en ort och kommun  i Österrike. Den ligger i distriktet Spittal an der Drau i förbundslandet Kärnten, 250 km sydväst om huvudstaden Wien. 
Kommunen består av 25 orter (Ortschaften) (inom parentes invånarantal 1 januari 2024):

- Abwerzg (25)
- Adenberg (16)
- Angern (12)
- Aschbach (55)
- Atzensberg (58)
- Brugg (36)
- Frankenberg (98)
- Gries (161)
- Katschberghöhe (28)
- Krangl (168)
- Laußnitz (9)
- Mühlbach (41)
- Oberdorf (129)
- Pleschberg (18)
- Pron (35)
- Pölla (1)
- Rennweg (331)
- Ried (12)
- St. Georgen (101)
- St. Peter (213)
- Saraberg (25)
- Schlaipf (37)
- Steinwand (3)
- Wirnsberg (41)
- Zanaischg (25)